# Галич Євген Андрійович
Євген Галич (нар. 29 квітня 1984) — український військовик, рок-музикант, лідер рок-гурту O.Torvald, радіо- та телеведучий.

## Життєпис і творчість
Народився 29 квітня 1984 року в місті Біла Церква.
Перші 8 років життя Євгена — родина проживала в Казахстані за місцем військової служби його батька.
У 5-річному віці пішов вчитися до музичної школи. З 14 років став захоплювався рок музикою.
У 1994 році у дворі свого будинку Євген познайомився з Денисом Мізюком — своїм найкращим другом і майбутнім гітаристом гурту O.Torvald. Відтоді вони грають разом. З 1999 по 2005 рік вони грали в полтавському гурті «Крути! Педалі», а в 2005 році був створений гурт O.Torvald.
Навчався у Полтавському військовому інституті зв'язку (лейтенант запасу, інженер телекомунікаційних систем і мереж). У той самий час Євген вже працював на радіостанції і дуже багато часу проводив у місті Полтаві та її нічних клубах. Ще в інституті він реально зрозумів, що більш нічим іншим займатися не хоче, окрім музики.
Тому у 2006 році, коли Євген закінчив інститут, тобто через п'ять місяців після створення O.Torvald, вони всім гуртом переїхали до Києва. Спочатку знімали двокімнатну хрущовку на Дарниці, а потім знайшли будинок на Татарці. З 2006 по 2010 рік усім гуртом жили в цьому будинку, там же була і музична база. У них регулярно проходили гучні тусовки. Спочатку музика не приносила грошей, тому паралельно всі займалися ще якимись справами. Але у 2008 році Євген і Денис записали перший альбом. Гурт починає стрімко розвиватися, особливо з 2011 року.
Раніше слова пісень і музику писав тільки Євген Галич, але зараз до творчого процесу приєднався ще й Микола Райда (DJ Полярник) — полтавський друг Євгена, з яким вони разом вчилися в інституті.
У 2015 і 2016 роках гурт мав звання «Найфестивальніший гурт України». Навесні 2015 року Євген Галич взяв участь у записі альбому гурту Bahroma +-=: разом з Романом Бахарєвим він виконав пісню «Секс, наркотики, рок-н-рол». А у 2017 році O.Torvald перемогли на відборі Євробачення.
Окрім гурту O.Torvald, Євген Галич з репером Андрієм Шостаком утворили музичний проєкт НУДЛИ.
На запрошення Олександра Асаулюка Євген Галич був ведучим треш-шоу «Чипси. Чикси. Лавандо$» на телеканалі М1. Цю передачу прикрила Національна комісія з питань моралі. Коли Женя працював на М1, гурт спеціально писав «хіти», щоб вони заходили на канали і радіостанції.
Женя був ведучим телепроєкту «Моя перша тачка» на НЛО TV.
Ведучий ранкового рок-шоу на Просто Раді.О.
| Довелось попрацювати радіоведучим на лінійних радіоефірах і вітальних програмах ще в Полтаві. Бути радіоведучим вважалося настільки круто, що всі питання в інституті, з даішниками або в міськадміністрації вирішувалися привітанням дружини або тещі в програмі ввечері. Ранковий ефір - це ранній підйом, пекло для багатьох. Але я - жайворонок, мені такий режим цілком підходить |.

### Участь у Євробаченні 2017 року

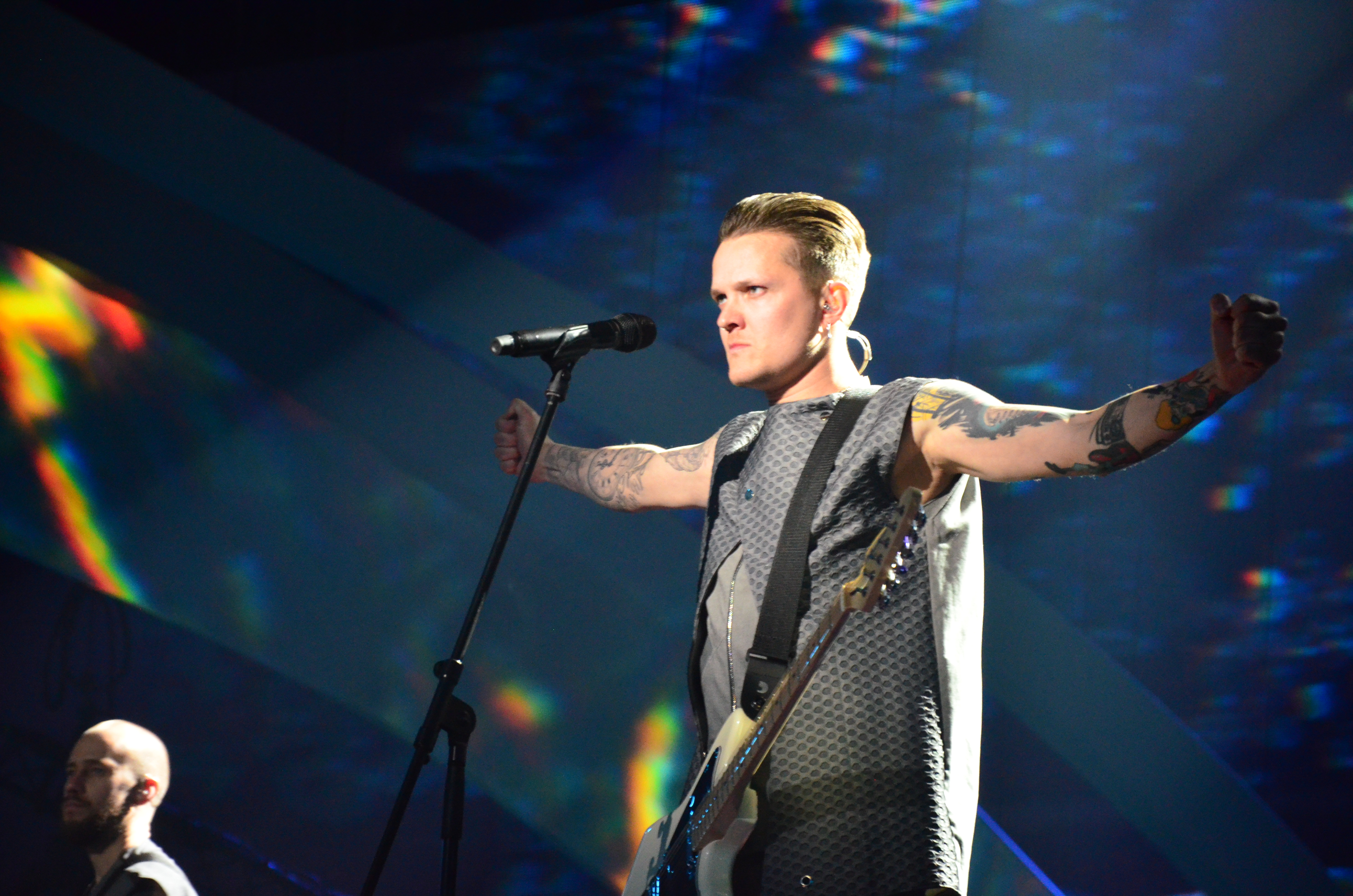
Виступ на Євробаченні 2017

У травні 2017 року Євген, як лідер гурту O.Torvald, представляв Україну на Євробаченні-2017 у Києві з композицією «Time» («Час»).
Галич про пісню "Time":
| Пісня про те, що час - єдине, що не можна повернути. Неможливо прожити двічі одну й ту саму мить, варто цінувати кожну хвилину, яку ти проживаєш разом зі своїми рідними, близькими, друзями. Пам’ятати й поважати минуле чи мріяти про майбутнє – важливо, та відчувати цінність життя прямо зараз – найголовніше. Цінність часу неможливо перебільшити. Варто кожен день говорити дружині, що любиш її, дзвонити батькам, знаходити час для дитини, робити свою справу, боротися за свободу своєї країни. Невідкладно. Тут і зараз. Не втрачаючи час. |

За результатами спільного голосування членів журі та телеглядачів, пісня отримала 36 балів та посіла 24 місце серед 26 учасників у фіналі, а в загальному серед 42 учасників.

### Після повномасштабного вторгнення
27 березня 2022 року Женя Галич з метою збору коштів для ЗСУ виступив у Львові на Площі Ринок разом із музикантом Сашею Чемеровим в рамках проєкту «Український мистецький фронт».
17 квітня 2022 року стало відомо, що Женя Галич поповнив лави Збройних Сил України. Має офіцерське звання — лейтенант. У складі 135-го батальйону 114-ої окремої бригади тероборони брав участь у боях за Бахмут .
Восени 2022 року він із побратимами потрапив в оточення під час оборони селища Ямпіль на Донеччині, однак їм вдалося вийти з оточення .
В серпні 2023 року потрапив в ДТП разом з побратимами 
В жовтні 2023 року відмінив свій північноамериканський тур разом з гуртом Друга Ріка, оскільки через напружену ситуацію на фронті командування не відпустило його в тур .
2 червня 2024 відбувся концерт невідомого музичного гурту «Втома» на головній сцені фестивалю «Брудний пес». Під цією назвою виступав Женя Галич та гурт O.Torvald, який презентував свій останній альбом з однойменною назвою «Втома». Наступний і поки що останній концерт гурту «Втома» відбувся 15 червня 2024 в клубі Mezzanine 
В жовтні 2024 повідомив, що проходить службу в Києві і займається матеріально-технічним забезпеченням ЗСУ, звання старший лейтенант .

## Родина та особисте життя
Має молодшого брата Андрія.
Одружений, дружина Валерія, у 2013 році в подружжя народилася дочка. Про свою дружину Євген написав пісню «Нас двоє». Валерія також брала участь у зніманнях двох кліпів гурту O.Torvald.
24 квітня 2017 року у Євгена народився син.

## Татуювання
Перше татуювання він зробив у Полтаві в 16 років на правому плечі.

Трохи нижче плеча — мікрофон, класика жанру — Shure SH65, гітара Gibson, надпис «Family» і живе серце, яке все це зв'язує.

На плечі — будівлі Києва.

На грудях у нього напис «Big little brother», що присвячений брату.

На пульсі набита перша літера імені дружини Валерії — англ. буква «V», а зверху — буква «Л» (Лєра).

Бумбокс з радіостанціями, на яких він працював у Полтаві: 100,0, 106,8, 105,0.

Номер школи — 13.

Цифри «182» і «41» — це Blink 182 і Sum 41, гурти, з яких почалася його панк-рок діяльність.

## Висловлювання
| «Я народився в російськомовній сім’ї і навчався в російській школі. Можливості постійно розмовляти українською не мав. Але наразі я намагаюся спілкуватися мовою країни, якою пишаюся і в якій живу. Це важливо… Хоча думаю більше російською.»[24] |
| «В країні має бути її мова: в Україні - українська, в Росії - російська, у Великій Британії - англійська. Двох державних мов бути не може, це абсурд. Комусь із мудаків це просто вигідно. Не можуть вивчити мови. А країна без мови розвиватися не буде. Ніяк. Це моя радикальна позиція. Хоча я довгий час не спілкувався українською в житті, двох слів зв'язати не міг. Але пишеться мені зараз легше українською, тому що вона більш співуча. І співати на ній, відповідно, легше. Тому більшість треків у нас українських.»[25] |
| «Протягом 10-ти років ми намагалися достукатися до деяких засобів масової інформації для того, щоби просувати свою творчість. І кожен раз стукали лобом в зачинені двері, бо ми були нецікаві. Я запам'ятав кожного з вас. У мене є чорний список тих телеканалів, радіостанцій і засобів масової інформації, які нам відмовляли. І на наступний же день [після перемоги в національному відборі на Євробачення-2017] подзвонили і почали кликати до себе. Хлопці, так не робиться - це неправильно і нечесно. Ви будете покарані [сміх]. Ну, загалом, з наступними не переможцями Євробачення себе так не поводьте, будь ласка. Українська музика потребує вашої підтримки. Від вас залежить те, що буде з українською музикою в подальшому.»Оригінальний текст (рос.) «На протяжении 10-ти лет мы пытались достучаться к некоторым средствам массовой информации для того, чтобы промотировать свое творчество. И каждый раз стучались лбом в закрытую дверь, потому что мы были неинтересны. Я запомнил каждого из вас. У меня есть черный список тех телеканалов, радиостанций и средств массовой информации, которые нам отказывали. И на следующий же день [после победы в национальном отборе на Евровидение-2017] позвонили и начали звать к себе. Ребята, так не делается – это неправильно и нечестно. Вы будете наказаны [смех]. Ну, в общем, со следующими непобедителями Евровидения себя так не ведите, пожалуйста. Украинская музыка нуждается в вашей поддержке. От вас зависит то, что будет с украинской музыкой в дальнейшем.»[26] |
| «Звісно планую, обов’язково [приїду до Криму]. Із превеликим задоволенням. Питання лише в тому, що ми хотіли би приїхати до українського Криму.»Оригінальний текст (рос.) «Конечно планирую, обязательно [приеду в Крым]. С огромным удовольствием. Вопрос только в том, что мы хотели бы приехать в украинский Крым.»[27] |
| «Ми росли і слухали гурт «Тартак», «Танок на майдані Конґо», «Другу ріку», «Димна Суміш», «Крихітка», «Океан Ельзи», «Бумбокс». Якщо говорити про приклади, то звичайно ж Андрій Хливнюк безперечно авторитет для нас. І ми його дуже поважаємо як автора, виконавця, як фронтмена. Святослав Вакарчук своїм прикладом показує, що можна бути популярним протягом 20-ти років. Це дуже здорово. От. Мені подобається група «SINOPTIK», яка своїм прикладом теж показує, що вони досить адекватні того, що відбуватиметься в світовій музиці...»Оригінальний текст (рос.) «Мы росли и слушали группу «Тартак», «Танок на Майдани Конго», «Другу рику», «Дымну сумиш», «Крыхитку», «Океан Эльзы», «Бумбокс». Если говорить о примерах, то конечно же Андрей Хлывнюк бесспорно авторитет для нас. И мы его очень уважаем как автора, исполнителя, как фронтмена. Святослав Вакарчук своим примером показывает, что можно быть популярным на протяжении 20-ти лет. Это очень здорово. Вот. Мне нравится группа «Синоптик», которая своим примером тоже показывает, что они достаточно адекватны того, что происходит в мировой музыке…»[27] |
| «…безпосереднім авторитетом і наставником, і людиною, з якою мені хотілося продовжувати і працювати, і слухати поради, і завжди спілкуватися, це є Андрій Кузьменко, Кузьма з групи «Скрябін»[27] |

## Нагороди
- Орден «За мужність» III ст. (23 серпня 2022)  —за значні заслуги у зміцненні української державності, мужність і самовідданість, виявлені у захисті суверенітету та територіальної цілісності України, вагомий особистий внесок у розвиток різних сфер суспільного життя, відстоювання національних інтересів нашої держави, сумлінне виконання професійного обов’язку.[28]